# Charlotte Desmares
Christine Antoinette Charlotte Desmares, född 1682, död 12 september 1753, var en fransk skådespelare.
Desmares var, från sin debut 1699 tills hon 1721 drog sig tillbaka, anställd vid Théâtre-Français, där hon firade triumfer som komedins pikanta och slagfärdiga subrett. I tragedin följde hon sin lärare och faster, den berömda Marie Champmeslé i spåren, och måste senare vika för Adrienne Lecouvreur och hennes modernare stil.
Charlotte Desmares har också omtalats för sitt förhållande med Filip II av Orléans. De blev ett par sedan han övergett Florence Pellerin för hennes skull och hon haft en tillfällig förbindelse med kronprinsen, avbröt den när han inledde en relation med Marie Louise Le Bel de La Boissière och återupptog den sedan han avslutat relationen till Boissière. Relationen var inte heller från hennes håll exklusiv, och hon hade ett flertal relationer utöver denna.